# 세제리아 캉통
세제리아 캉통(프랑스어: Canton de Ceyzériat)은 프랑스의 캉통 중 하나로, 오베르뉴론알프 레지옹의 앵 주에 위치해 있다.
2015년 3월 프랑스 캉통 개편으로 소속 코뮌이 11개에서 22개로 늘었다. 관청 소재지는 세제리아이다.

## 지리
부르캉브레스 아롱디스망에 속한 캉통이며, 해발고도는 최소 240m (세제리아)부터 688m (그랑코랑)까지, 평균고도는 325m이다. 인구는 2014년 기준 25,206명이며 인구밀도는 km2당 66명이다.

## 코뮌
세제리아 캉통에는 다음과 같은 코뮌이 속해 있다.
| - 세르틴 - 세제리아 - 샬라몽 - 샤트네 - 샤티용라팔뤼 - 크랑 - 동피에르쉬르벨 - 드뤼야 - 주르낭 - 랑 - 몽타냐 | - 르플랑테 - 르보나 - 생탕드레쉬르비외종 - 생쥐스트 - 생마르탱뒤몽 - 생니지에르데제르 - 세르바 - 토시아 - 라트랑클리에르 - 베르세유 - 빌레트쉬랭 |

## 인구
| 연도        | 인구   | ±% p.a. |
| ----------- | ------ | ------- |
| 2013        | 24,922 | —       |
| 2018        | 25,961 | +0.82%  |
| 출처: INSEE |        |         |

## 같이 보기
- 앵 주의 캉통
- 프랑스의 캉통